# Abuna Takla Haymanot
Abuna Takla Haymanot, Abouna Takla Hamaynot ou Abune Takla Haymanot (né en 1918, mort en mai 1988) était le troisième Patriarche de l'Église orthodoxe éthiopienne.
Le chef de l'Église orthodoxe éthiopienne porte le titre de « Patriarche et Catholicos d'Éthiopie, Itchégué du siège de Takla Haïmanot, Archevêque d'Aksoum ».

## Biographie
Melaku Wolde Mikael naît en 1918. Il est le fils d'un militaire.
Il est formé dans une école religieuse à Bitchena, dans la province de Godjam (Éthiopie), où il apprend les commentaires bibliques et la poésie ecclésiastique.
Melaku Wolde Mikael est ordonné prêtre en 1934, par Abuna Kerlos, le dernier archevêque copte d'Éthiopie. Il est réputé avoir eu une révélation spirituelle, et devient ensuite ermite. Il prêche dans la région de Wolaytta et contribue à fonder des écoles, des orphelinats et des églises, mais passe la plupart du temps reclus dans une cave où il pratique la mortification.
Lorsque le gouvernement militaire provisoire de l'Éthiopie socialiste (Derg) dépose le patriarche Abuna Theophilos en mai 1976, une assemblée élective se réunit en juillet suivant pour choisir son successeur. Tous les archevêques en place sont écartés comme étant trop proche de l'ancien patriarche. Melaku Wolde Mikael est élu patriarche ; il est ordonné évêque le 18 juillet 1976 sous le nom de Takla Haymanot, puis intronisé patriarche d'Éthiopie le 29 août suivant.
Son prédécesseur ayant été déposé, l'Église copte refuse d'abord de reconnaître le nouvel archevêque, même lorsque l'exécution d'Abuna Theophilos devient notoire.
Le patriarchat d'Abuna Takla Haymanot se déroule dans une période tumultueuse, avec les persécutions gouvernementales, et la pire famine qu'ait connu l'Éthiopie. Lors de cette période, le nouveau patriarche continue à manger très peu, et recueille au patriarchat des orphelins auxquels il consacre la totalité de son traitement de patriarche.
Par ses prédications, il enjoint à ses fidèles de rester fermes face au pouvoir, et de prier. Bien que sa légitimité ait été sujette à caution, Abuna Takla Haymanot devient, par sa dévotion et sa dignité, le patriarche le plus populaire de l'histoire de l'Église éthiopienne.